# Drosophila krimbasi
Drosophila krimbasi är en tvåvingeart som beskrevs av Léonidas Tsacas 1985. Drosophila krimbasi ingår i släktet Drosophila och familjen daggflugor.
Artens utbredningsområde är Kenya.